# Nova Bukovica
Nova Bukovica ist ein Dorf und eine Gemeinde in der Gespanschaft Virovitica-Podravina in Kroatien in der historischen Region Slawonien. In der Volkszählung von 2001 hatte die Gemeinde 2.096 Einwohner, 81,15 % davon Kroaten und 14,60 % Serben. Das Dorf allein besaß 872 Einwohner. In der Volkszählung von 2011 hatte die Gemeinde 1.771 Einwohner, 84,53 % davon Kroaten und 13,83 % Serben. Das Dorf allein besitzt 802 Einwohner.

## Geographie
Nova Bukovica liegt an der Nationalstraße D2 und südöstlich etwa 7 km von Slatina und 39 von Virovitica entfernt.
Um die 20 km in nördlicher Richtung befindet sich die Drau, die hier den Grenzfluss zu Ungarn bildet. Weitere 6 km südöstlich liegt die Nachbargemeinde Mikleuš und 39 km entfernt liegt Našice, die nächstgelegene Stadt in der benachbarten Gespanschaft Osijek-Baranja.

### Ortsteile
Die Gemeinde Nova Bukovica besteht aus acht Ortsteilen:
- Bjelkovac
- Brezik
- Bukovački Antunovac
- Dobrović
- Donja Bukovica
- Gornje Viljevo
- Miljevci
- Nova Bukovica

## Kultur und Sehenswürdigkeiten

### Bauwerke

#### Pfarrkirche
Die Pfarrkirche in Nova Bukovica wurde im Jahr 1904 erbaut und ist Mariä Aufnahme in den Himmel geweiht.

### Vereine
Die Freiwillige Feuerwehr Nova Bukovica - Brezik wurde ebenfalls im Jahr 1904 gegründet.

## Persönlichkeiten
- Mijo Babić (1903–1941), Ustaša-Mitglied

## Weiteres
- Slawonien
- Liste der Orte in Kroatien
- Liste der historischen Komitate Ungarns